# El dragón (canción de Maná)
«El dragón» es la novena canción del álbum de estudio de la banda mexicana Maná, Drama y luz. Fue compuesta por Fernando Olvera.

## Acerca de la canción
La canción fue escrita por Fher Olvera, mientras Sergio Vallín hizo los arreglos orquestales 
Con la participación de la Orquesta Filarmónica de Suzie Katayama, que ha trabajado con artistas de la talla de Madonna, Prince, Nirvana, Aerosmith. Esta canción es tocada en el Drama y luz World Tour, el 19 de abril de 2012 al momento de tocar la canción en el Staples Center en Los Ángeles, California presentaron a un invitado especial, Enrique Bunbury. Este tema es un bien logrado intento de la banda de mostrar su lado más roquero. La canción habla acerca de las drogas y sus problemas, de un hombre que está enamorado de una mujer que es adicta a las drogas y que esto a dañado su relación. Los retumbantes coros los hacen Fher, Olvera y Sergio Vallin.
- Datos: Q5824772